# 애즈 롱 애즈 아이 라이브
애즈 롱 애즈 아이 라이브(Jab Tak Hai Jaan , As Long as I Live)는 인도에서 제작된 야시 초프라 감독의 2012년 드라마, 멜로/로맨스 영화이다. 샤룩 칸 등이 주연으로 출연하였다.

## 출연

### 주연
- 샤룩 칸
- 카트리나 카이프
- 아누쉬카 샤르마

### 조연
- 리시 카푸르
- 산티 시넬리
- 폴 블랙웰
- 아누팜 커